# اثر ارابه موسیقی

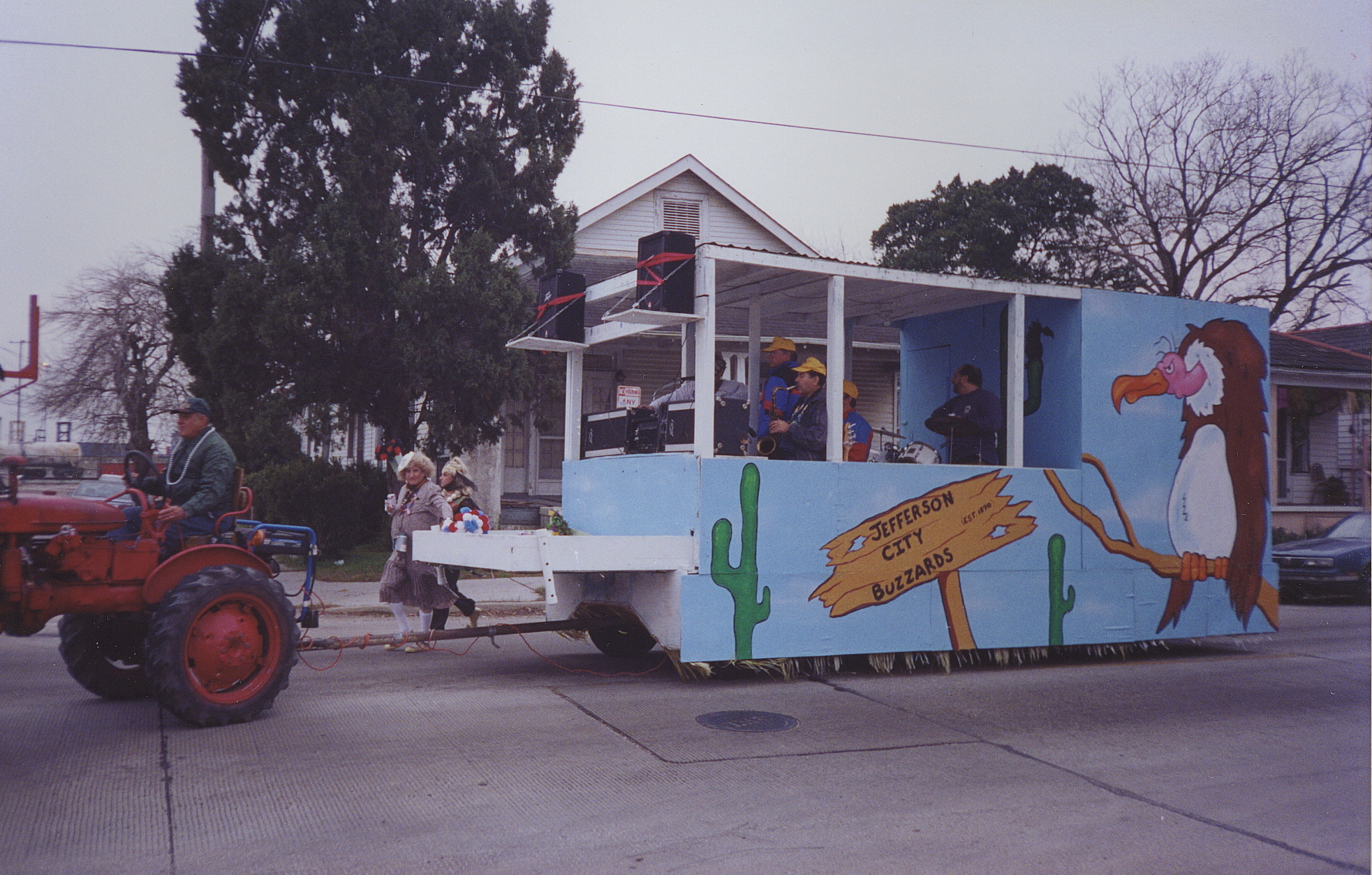
فصل کارناوال نیواورلئان: رژه تمرینی تیم جفرسون سیتی بازاردز آپ‌تاون.

معمولاً آدمیان هنگامی که متوجه شوند (یا به آنان القا شود) که مردمان بسیار دیگری به اندیشه‌ای معتقدند، احتمال اینکه بدون فکر و تحلیل، آن اندیشه را بپذیرند، بسیار افزایش می‌یابد. به این اثر، اثر ارابه موسیقی یا اثر واگنی (به انگلیسی: Bandwagon effect) گویند و بر پایه آن روش‌هایی برای پروپاگاندا و سوءاستفاده بنیان می‌شود. این اثر نوعی سوگیری شناختی است که طی آن، فرد عملی را فقط به این دلیل انجام می‌دهد که دیگران نیز دارند همان کار را می‌کنند. در این حالت فرد به باورهای خود توجه چندانی ندارد و پس از اینکه عملی را انجام داد به باورهای خویش رجوع می‌کند. اگر عمل با باورهایش مطابقت داشت ارزش زیادی برای باور خود قائل می‌شود، اگر با باورش تناقض داشت، باورش را نادیده می‌گیرد.

## ریشه نام
در سال ۱۸۴۸ یکی از نامزدهای ریاست جمهوری آمریکا با استفاده از دلقکی به نام دن رایس، ارابه‌های موسیقی در شهرها به حرکت در آورد. این نوآوری وی در جذب مخاطب، بسیار مؤثر عمل کرد. موفقیت این ایده باعث شد، سیاست‌مداران بیشتری راغب شوند که بر روی ارابه موسیقی بنشینند و خود را در طرف موفقیت نشان دهند. رفته رفته تا سال ۱۹۰۰ استفاده از ارابه‌ موسیقی به یک استاندارد برای تبلیغات ریاست‌جمهوری در آمریکا در آمد.
اکنون استفاده از اصطلاح «ارابه موسیقی» بیشتر برای تحقیر کردن یک روش یا گروه استفاده می‌شود. مثلاً اصطلاح «پریدن بر روی ارابه موسیقی»، دلالت دارد؛ بر علاقه بدون اندیشه فرد مورد اشاره، به ربط‌دادن خود به آنچه موفقیت پنداشته می‌شود. 

## در سیاست
در رای‌گیری‌های عمومی مواردی دیده شده‌است که رای‌دهندگان به گروه یا فردی، که حدس زده می‌شود برنده شود، تمایل پیدا می‌کنند؛ بدون اندیشه درباره آن گروه یا فرد. با این کار آنان تصور کنند که خود را در «طرف برنده» قرار داده‌اند.

## در موسیقی
بسیار دیده شده‌است که مردمان بسیاری تنها وقتی ترانه‌ای برایشان محبوب است که برای مردمان زیادی آن ترانه محبوب می‌شود. 

## در اقتصاد خرد
در اقتصاد خرد، گاهی این اصطلاح برای توصیف روابط بین «نیاز» و «تقاضا» برای یک محصول به کار برده می‌شود.  مشاهده شده‌است که علاقه توده مردم به یک محصول هنگامی که فروش آن زیاد گردد، به صورت غیر منطقی افزایش می‌یابد که این معمولاً با اصول تئوری عرضه و تقاضا منافات دارد. معمولاً فرض می‌شود که مشتریان کالا با توجه به قیمت و نیاز خود تصمیم‌گیری می‌کنند، که این فرض گاهی اوقات به خاطر این اثر یا آثار دیگر، برقرار نمی‌گردد. 